# 北布拉班特省
北布拉班特省（荷蘭語：Noord-Brabant）是荷兰的一个省，地处该国南部，南面与比利时交接，马斯河位其北面，东靠林堡省，西连西兰省。省会城市是斯海尔托亨博斯，最大城市是埃因霍温。

## 历史
在17世紀之前，現今的北布拉班特省的大部分區域都是布拉班特公國的一部分，布拉班特公國的南部亦即是現今的比利時。14及15世紀，這地區經歷了黃金時期，特別是魯汶、安特衛普（這兩座城市都位於現今的比利時）、布雷達及斯海爾托亨博斯。
烏特勒支聯盟在1579年成立，荷蘭共和國與西班牙在荷蘭南部爆發戰爭，布拉班特公國成為戰場。根據西發里亞和約的協議，布拉班特公國的北部劃歸荷蘭所有，屬布拉班特公國的一部分，歸聯邦統治（荷蘭共和國的省份都是自治的）。
這地區作為一個軍事緩衝區，1796年，法國在荷蘭建立巴達維亞共和國，布拉班特公國成為該國的一個省份。法國的重組打破了這一狀況，這裡被分為多個區域。
1815年，比利時及荷蘭組成荷蘭聯合王國，建立北布拉班特省，以區分比利時的南布拉班特省，比利時在1830年脫離荷蘭聯合王國。比利時及荷蘭的邊界很特別，兩國的邊界存在著一些飛地，如巴勒海托赫。北布拉班特省的邊界擴大到荷蘭省的部分地區及拉芬斯泰因，還有多個有自治權的地區。拉芬斯泰因以往隸屬克莱沃公国（德语：Herzogtum Kleve；荷兰语：Hertogdom Kleef）。
19世紀末，北布拉班特省逐漸工業化。飛利浦公司及DAF都在艾恩德霍芬設有廠房，使埃因霍温成為國家第五大城市，蒂爾堡和海爾蒙德是紡織業的中心。

## 地理
與大部分荷蘭的地區一樣，北布拉班特省的地勢平坦。大部分的人口都居住在城區，其他土地作農業用途，大部分地區都無人居住。森林、丘地都可見於北布拉班特省。
北布拉班特省以默茲河為北界，默茲河流經國家公園比斯博斯（Nationaal Park De Biesbosch）。

## 经济
北布拉班特省以農業、工業及服務行業為主。主要的農產品是小麥及甜菜，畜養牛隻及豬隻。工業以汽車製造、電子、紡織及製鞋為支柱。
踏入二十世紀，旅遊業成為北布拉班特省其中一項重要的經濟活動，北布拉班特省的森林及恬靜美麗的環境致使旅遊業得以發展。另外，位於卡茨赫弗尔（Kaatsheuvel）的比荷盧關稅聯盟最大的主題公園艾夫特琳（Efteling）亦是北布拉班特省的旅遊熱點。

## 政治
北布拉班特省的地方議會共有七十九席，以國王（女王）專員為首，現時北布拉班特省的國王專員是Ina Adema。地方議會是由居民選舉產生的，國王（女王）專員由國王（女王）及荷蘭內閣指派。基督教民主黨現時在北布拉班特省地方議會得二十九席，是議會的最大政黨。
北布拉班特省的日常事務由Gedeputeerde Staten負責，向國王專員負責，其成員等同於大臣（部長）。

## 市镇
北布拉班特省现在分成68个市镇，传统上几乎每一个镇都为一个自治地方。但九十年代后，这个这个数量在不断的减少，较小的市镇往往被并入临近的城市，或与其他市镇合并，以下为北布拉班特省目前的市镇列表。
| - 阿尔堡（Aalburg） - 阿尔芬-哈姆（Alphen-Chaam） - 阿斯滕（Asten） - 阿尔特纳 - 巴勒拿骚（Baarle-Nassau） - 贝赫艾克（Bergeijk） - 贝亨奥普佐姆（Bergen op Zoom） - 贝伦海泽（Bernheze） - 贝斯特（Best） - 布拉德尔（Bladel） - 布克尔（Boekel） - 博克斯梅尔（Boxmeer） - 博克斯特尔（Boxtel） - 布雷达（Breda） - 克拉嫩东克（Cranendonck） - 克伊克（Cuijk） - 德尔讷（Deurne） - 栋恩（Dongen） | - 德里默伦（Drimmelen） - 埃尔瑟尔（Eersel） - 艾恩德霍芬（Eindhoven） - 埃滕-勒尔（Etten-Leur） - 赫尔特雷登贝赫（Geertruidenberg） - 海尔德罗普-米尔洛（Geldrop-Mierlo） - 海默特-巴克尔（Gemert-Bakel） - 希尔泽和赖恩（Gilze en Rijen） - 霍尔勒（Goirle） - 赫拉弗（Grave） - 哈伦（Haaren） - 哈尔德贝赫（Halderberge） - 海澤-倫德（Heeze-Leende） - 海尔蒙德（Helmond） - 斯海尔托亨博斯（'s-Hertogenbosch） - 赫斯登（Heusden） - 希尔法伦贝克（Hilvarenbeek） - 拉尔贝克（Laarbeek） | - 兰德尔德（Landerd） - 利特（Lith） - 洛恩奥普赞德（Loon op Zand） - 马斯东克（Maasdonk） - 米尔和圣许贝特（Mill en Sint Hubert） - 穆尔代克（Moerdijk） - 尼嫩、海尔文和下韦滕（Nuenen, Gerwen en Nederwetten） - 奥尔斯霍特（Oirschot） - 奥斯特韦克（Oisterwijk） - 奥斯特豪特（Oosterhout） - 奥斯（Oss） - 勒瑟尔-德米尔登（Reusel-De Mierden） - 罗森达尔（Roosendaal） - 吕克芬（Rucphen） - 斯海恩德尔（Schijndel） - 圣安东尼斯（Sint Anthonis） - 圣米希尔斯海斯特尔（Sint-Michielsgestel） - 圣乌登罗德（Sint-Oedenrode） | - 索默伦（Someren） - 索恩和布勒赫尔（Son en Breugel） - 斯滕贝亨（Steenbergen） - 蒂尔堡（Tilburg） - 于登（Uden） - 法尔肯斯瓦德（Valkenswaard） - 费赫尔（Veghel） - 费尔德霍芬（Veldhoven） - 菲赫特（Vught） - 瓦尔勒（Waalre） - 瓦尔韦克（Waalwijk） - 韦尔肯丹（Werkendam） - 翁斯德雷赫特（Woensdrecht） - 沃德里赫姆（Woudrichem） - 津德尔特（Zundert） |

## 飞地
- 巴勒拿索